# Tahaa (isla)
Tahaa (en tahitiano: Taha’a, antiguamente también llamada ’Uporu) es una de las islas de Sotavento del archipiélago de las islas de la Sociedad, en la Polinesia Francesa. Está situada a 5 km al oeste de Raiatea.

## Historia
Antiguamente Tahaa se llamaba Uporu, en recuerdo de la isla Upolu en las Samoa. Debido a la proximidad con Raiatea, ha sido fuertemente dependiente. Pero durante los siglos XVIII y XIX fue un lugar estratégico en el conflicto de rivalidades entre Raiatea y Bora Bora.
Según una leyenda polinesia, Tahaa y Raiatea fueron separadas por el movimiento de la cola de una anguila, poseída por el espíritu de una princesa.
Cuando el capitán James Cook la visitó en 1769 y 1773, la isla estaba ocupada por los guerreros de Bora Bora.
En 1863 un barco chileno que estaba en busca de esclavos naufrago cerca de la localidad de Tiva al suroeste de la isla, algunos de los tripulantes se quedaron y adoptaron entonces esposas locales lo que dio origen a que sus descendientes fueron llamados el "clan español".
La isla pasó a ser luego un protectorado y más tarde una colonia francesa, siendo en la actualidad una parte de la Polinesia Francesa.

## Geografía
Tahaa, más pequeña que Raiatea, se encuentra rodeada por la misma barrera de arrecifes de coral, compartiendo la misma laguna. La superficie total es de 90,2 km², y la altitud máxima es de 590 m en el monte Ohiri.
Tahaa surge de las aguas del Pacífico al norte de la vecina isla de Raiatea: sólo 4 km de mar, que forman la bahía de Apu, separan las dos islas.
A unos 17 km al noroeste se encuentra Bora Bora, la más cercana de las Islas de Sotavento.
Tahaa tiene una forma casi circular, pero está intercalada con bahías profundas: la bahía de Hurepiti al suroeste y las bahías de Raei, Fahaa y Haamene al este.
Comprende las villas de:
- Iripau (1.131 habitantes, capital: Patio),
- Hipu (420 habitantes),
- Faaaha (452 habitantes),
- Haamene (927 habitantes),
- Vaitoare (402 habitantes),
- Anida (513 habitantes, capital: Poutoru),
- Ruut (518 habitantes, capital: Tiva)
- Tapuamu (640 habitantes).

La isla de Taha'a se encuentra a 220 km al oeste-noroeste, a 16°37 de latitud sur y 151°30 de longitud oeste. 
Taha'a es una isla volcánica, y los restos del antiguo volcán se alzan en el centro de la isla: el monte Ohiri (590 m) y el monte Puurauti (550 m).

### Clima
Taha'a tiene un clima marítimo tropical húmedo. En general, hay dos temporadas principales:
La temporada de calor, de noviembre a abril (el verano austral).
La estación fría, de mayo a octubre (el invierno austral).

### Demografía
La villa principal es Patio y la población era de 4.869 habitantes en el censo del 2002.
La evolución del número de habitantes se conoce a través de los censos de población realizados en el municipio desde 1971. A partir de 2006, el INSEE publica anualmente las poblaciones legales de los municipios, pero la ley de democracia local de 27 de febrero de 2002, en sus artículos sobre el censo de población, introdujo censos de población cada cinco años en Nueva Caledonia, Polinesia Francesa, Mayotte y las Islas Wallis y Futuna, lo que no ocurría antes. Para el municipio, el primer censo exhaustivo con el nuevo sistema se realizó en 20024 , habiéndose realizado censos anteriores en 1996, 1988, 1983, 1977 y 1971.
En 2017, el municipio contaba con 5.234 habitantes, lo que supone un aumento del 0,27% respecto a 2012.

### Flora y fauna
Tahaa está cubierta de una exuberante vegetación, sobre todo de cocoteros.
Sus aguas están repletas de cangrejos, barracudas, tiburones grises, napoleones, delfines, ostras y corales.

## Economía

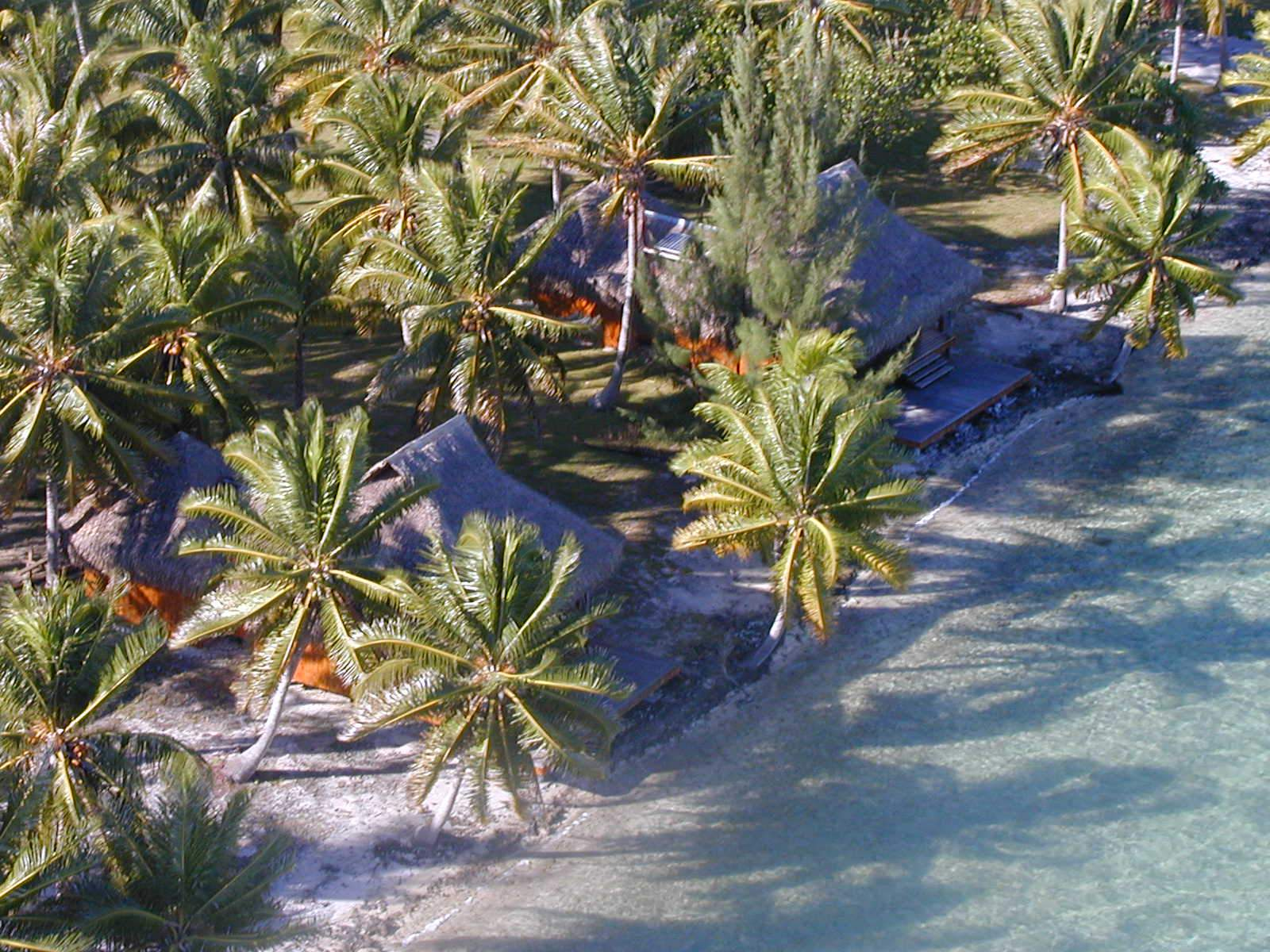
Bungalows en la isla de Tahaa

Como la mayoría de las islas polinesias, Tahaa basa su economía esencialmente en la pesca y el turismo: en los motu (las finas franjas de tierra que se elevan desde el arrecife de coral) que la rodean, sobre todo en el norte, hay numerosos hoteles y pueblos turísticos, generalmente formados por fares o bungalows conectados por pasarelas de madera.
Tahaa es mundialmente famosa por su producción de vainilla, que representa alrededor del 80% de toda la producción polinesia. En la isla se cultiva específicamente la variedad Vanilla tahitensis, obtenida del cruce de las vainas de Vanilla planifolia con las de Vanilla pompona. El aroma de la vainilla es tan inconfundible en el aire que Tahaa también se conoce como "Isla de la Vainilla".
Otra fuente de ingresos para los lugareños es la recolección de perlas negras, facilitada por la abundancia de ostras en las bahías de la isla.
Gracias al exuberante bosque de cocoteros, la producción de copra es también una actividad muy importante para la economía local.

## Cultura
Una antigua tradición en Tahaa es la "pesca de roca" (tautai-taora en el idioma local), que era muy popular, sobre todo en el pasado, en las islas de Oceanía. Los pescadores se sientan por parejas en diferentes canoas, todas alineadas a unas decenas de metros de la costa, dentro del arrecife: en cada barco, un pescador se sitúa en la proa y golpea la superficie del mar con una gran piedra atada a una cuerda, mientras el otro rema hacia la costa.
Los peces, asustados por el ruido, huyen hacia la orilla, a pocos metros de la cual los esperan otros pescadores (generalmente mujeres). Estos pescadores utilizan sus piernas para evitar que se escapen y, cuando los peces se acercan, los atrapan con sus propias manos y los cargan en cestas u otras canoas. En la actualidad, la pesca de guijarros en Tahaa se lleva a cabo sobre todo durante el festival de octubre: para la ocasión, las canoas de pesca se decoran con guirnaldas de tiare, la flor tradicional polinesia.

### Religión

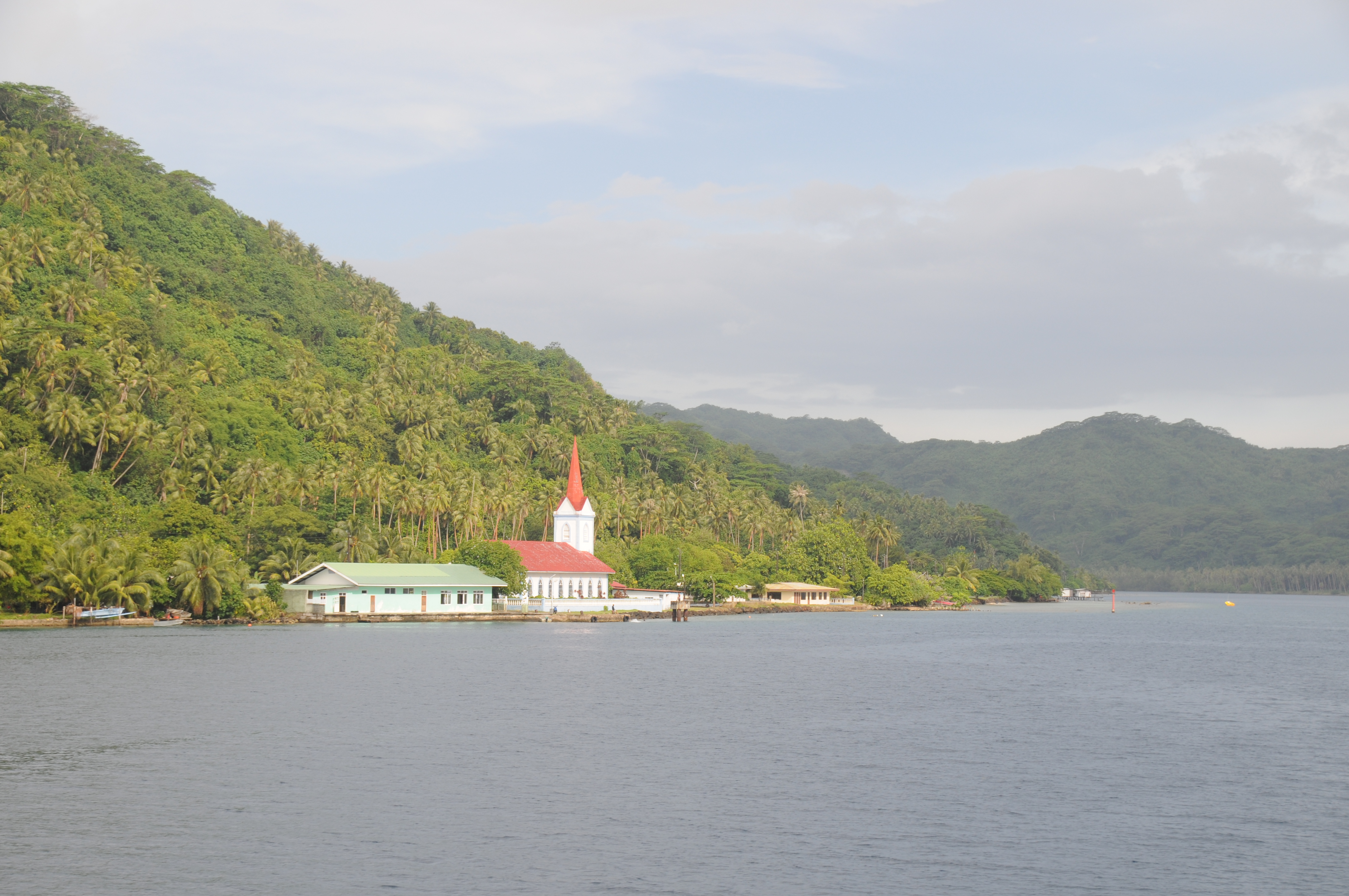
Iglesia en Tiva, Tahaa

La mayor parte de la población está afiliada al cristianismo esto es un legado de la colonización europea y la actividad de grupos misioneros tanto de diversos grupos protestantes así como de la Iglesia Católica. La Arquidiócesis de Papeete controla 2 iglesias en la Isla, la Iglesia de San Clemente en la localidad de Patio en el extremo norte (Église de Saint-Clément) y la Iglesia de San Pedro Celestino en Poutoru en el extremo sur (Église de Saint-Pierre-Célestin). En la isla también existen seguidores de la religión tahitiana tradicional.

### Deporte
En el plano deportivo, Tahaa es, junto con Bora Bora, Raiatea y Huahine, una de las cuatro islas entre las que se celebra la Hawaiki Nui Va'a, una competición internacional de canoas (va'a) polinesias.

### Lenguas
La lengua oficial es el francés pero el idioma tahitiano está más extendido en Taha'a que en el conjunto de la Polinesia: el 77% de la población habla tahitiano en familia y más del 93% lo domina.

## Transporte
No hay aeropuerto en Taha'a; el acceso a la isla se realiza en barco desde Raiatea o en helicóptero.
A diferencia de Raiatea y de la mayoría de las islas del archipiélago, la carretera costera no rodea toda la isla. Por ello, algunas partes de la costa sólo son accesibles en barco. Taha'a no tiene transporte público.